# Флојд (Ајова)
Флојд (енгл. Floyd) град је у америчкој савезној држави Ајова. По попису становништва из 2010. у њему је живело 335 становника.

## Демографија
Према попису становништва из 2010. у граду је живело 335 становника, што је -26 (-7.2%) становника више него 2000. године.
| Група             | 2000.       | 2010.       |
| Белци             | 358 (99,2%) | 331 (98,8%) |
| Афроамериканци    | 0 (0,0%)    | 0 (0,0%)    |
| Азијати           | 2 (0,6%)    | 0 (0,0%)    |
| Хиспаноамериканци | 0 (0,0%)    | 1 (0,3%)    |
| Укупно            | 361         | 335         |